# Örgryte SK
Örgryte SK är en schackklubb i Göteborg. Klubben bildades 2004 och har idag ca 40 medlemmar. Klubben har en stark topp och har sedan starten avancerat genom seriesystemen, både i Göteborg och i det nationella seriesystemet. Den gångna säsongen (2013/14) blev man distriktsmästare i blixt för lag i Göteborg och slutade på en åttonde plats i Elitserien, vilket innebar att man hamnade precis ovanför nedflyttningsstrecket, och därigenom spelar i Elitserien även nästa säsong (2014/15).
Man har också en aktiv klubbverksamhet med regelbundna träningar för både juniorer och seniorer. Flera gånger har man bjudit in starka schackspelare för att hålla föredrag. Dessa föredrag har varit öppna för allmänheten och inte bara klubbens medlemmar.
Regerande klubbmästare är Johan Eksmyr. 